# 31-я танковая бригада
31-я танковая Кировоградская дважды Краснознамённая ордена Суворова бригада — танковая бригада Красной армии ВС СССР, в годы Великой Отечественной войны.
Условное наименование — войсковая часть полевая почта (в/ч пп) № 61431.
Сокращённое наименование — 31 тбр.

## История формирования
Бригада была сформирована на основании директивы начальника управления по формированию и комплектованию АБТВ РККА № 35/Ш и приказа командующего Юго-Западного фронта как 1-я отдельная танковая бригада. Формирование бригады началось 3 сентября 1941 года в городе Ахтырка, главным образом за счёт командирского и начальствующего состава 19-й танковой дивизии. 10 сентября бригада передислоцирована в посёлок Кочеток Чугуевского района, после в хутор Залютин Яр и 4 октября получила приказ убыть в посёлок Кубинка. Бригада своим ходом прибыла на станцию Алексеевка, погрузилась в железнодорожные составы и отправилась на к месту назначения. Прибыв на станцию Перово, бригада получила новый приказ — разгрузиться на станции Владимир и следовать в танковый лагерь в Костерёво. К 30 октября бригада была укомплектована личным составом и материальной частью на 80 %, а танковый полк — полностью. Бригады распоряжением заместителя Наркома Федоренко направлялась на станцию Ногинск в распоряжение Ставки Главного Командования, 31-й танковый батальон направлялся в распоряжение 93-й стрелковой дивизии.

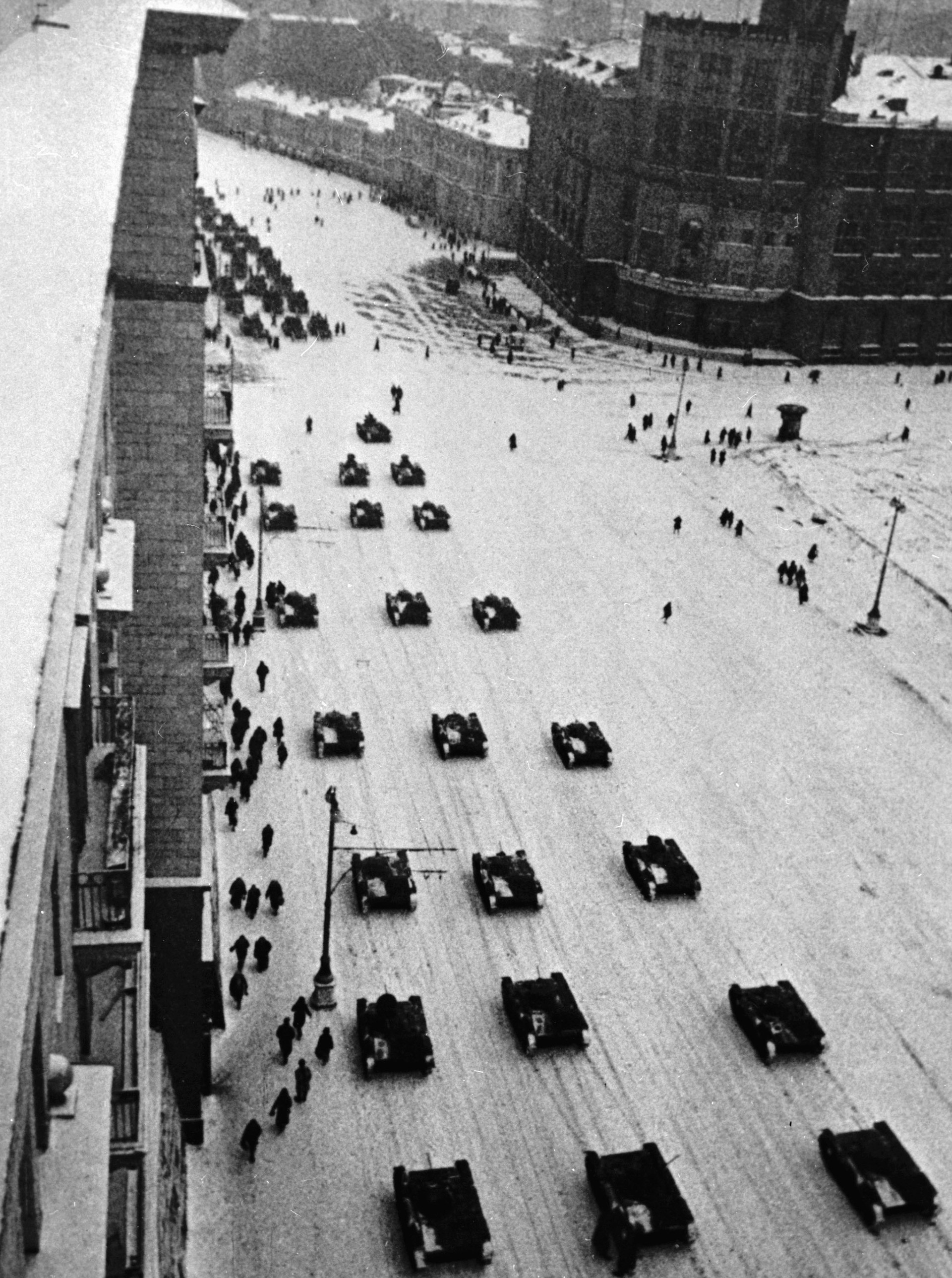
Танки на ул. Горького, идущие с парада на Красной площади 7.11.1941

2 ноября 1941 года после прибытия на станцию Ногинск 1-я отдельная танковая бригада получила новый номер 31-я отдельная танковая бригада. Бригада на 4 ноября 1941 года имела 707 военнослужащих и следующую в боевую и материальную часть: танков КВ-1 — 4, БТ-7 — 9, Т-26 однобашенных — 10; автомобилей Газ — 30; 57-мм пушек ПТО — 7; 25-мм зенитных пушек — 8. 5 ноября бригада сосредоточилась в городе Москва Хорошёвское шоссе 1-е Московское артиллерийское училище, где бригаде был проведён строевой смотр.
7 ноября 1941 года бригада была удостоена чести участвовать в историческом параде на Красной площади.

Замыкала парад 31-я танковая бригада полковника А. Кравченко, сформированная недавно во Владимире. Занимались там строевой выучкой, проверяли моторы и ходовую часть. Многие танкисты никогда не были в Москве и не видели Красной площади. Поэтому в предпраздничную ночь выкроили время на своеобразную рекогносцировку. Поездка по Москве на грузовиках с выключенными фарами и проход по тёмной площади были единственной репетицией к параду: командиры и механики-водители поднялись мимо Исторического музея и прошагали по брусчатке "пеший по-танковому". Все танки прошли с закрытыми люками. Только полковник Кравченко стоял в открытом люке. Бригада прибыла в Москву из Ногинска и Владимира только 5 ноября. Накануне праздника разгрузилась на платформах Окружной дороги, в тупиках станции Москва-Товарная.
— Е. З. Воробьёв
После парада бригада снова сосредоточилась на территории 1-го артиллерийского училища, где продолжала своё формирование до 12 ноября 1941 года. В 24.00 бригада в полном составе выступила из Москвы и к утру 13 ноября, совершив 80-километровый марш, начала сосредотачиваться в районе Ивачково.
С 20 декабря 1941 года по 9 января 1942 года бригада находилась городе Солнечногорск на укомплектовании и переформировании по штатам № 010/303 — 010/310 от 9 декабря 1941 года.

## Участие в боевых действиях
Период вхождения в действующую армию: 13 ноября 1941 года — 6 февраля 1942 года; 10 мая 1942 года — 7 декабря 1942 года; 10 июля 1943 года — 9 сентября 1943 года; 7 октября 1943 года — 31 мая 1944 года; 23 июня 1944 года — 19 декабря 1944 года; 8 января 1945 года — 9 мая 1945 года.
12 декабря 1941 года 35-я отдельная стрелковая и 31-я танковая бригады 20-й армии, под командованием А. И. Лизюкова, во взаимодействии с 55-й отдельной стрелковой бригадой 1-й ударной армии, наступавшей с севера, освободили Солнечногорск.

## Состав
На момент формирования:
- Управление бригады (штат № 010/75)
- Рота управления (штат № 010/76)
- Разведывательная рота (штат № 010/77)
- 31-й танковый батальон
- 121-й танковый батальон
- 122-й танковый батальон
- Моторизованный стрелково-пулемётный батальон (штат № 010/79)
- Зенитный дивизион (штат № 010/80)
- Ремонтно-восстановительная рота (штат № 010/81)
- Автотранспортная рота (штат № 010/82)
- Медико-санитарный взвод (штат № 010/83)

С 20 декабря 1941 года:
- Управление бригады (штат № 010/303)
- Рота управления (штат № 010/304)
- Разведывательная рота (штат № 010/305)
- 121-й отдельный танковый батальон (штат № 010/306)
- 122-й отдельный танковый батальон (штат № 010/306)
- Мотострелково-пулемётный батальон (штат № 010/307)
- Ремонтно-восстановительная рота (штат № 010/308)
- Автотранспортная рота (штат № 010/309)
- Медико-санитарный взвод (штат № 010/310)

С 27 февраля 1942 года:
- Управление бригады (штат № 010/345)
- 277-й отдельный танковый батальон (штат № 010/346)
- 278-й отдельный танковый батальон (штат № 010/346)
- Моторизованный стрелково-пулемётный батальон (штат № 010/347)
- Истребительная противотанковая батарея (штат № 010/348)
- Зенитная батарея (штат № 010/349)
- Рота управления (штат № 010/350)
- Рота технического обеспечения (штат № 010/351)
- Медико-санитарный взвод (штат № 010/352)

С января 1943 года:
- Управление бригады [штат № 010/270)
- 277-й отдельный танковый батальон (штат № 010/271)
- 278-й отдельный танковый батальон (штат № 010/272)
- Мотострелково-пулемётный батальон [штат № 010/273)
- Истребительно-противотанковая батарея [штат № 010/274)
- Рота управления (штат № 010/275)
- Рота технического обеспечения (штат № 010/276)
- Медико-санитарный взвод (штат № 010/277)
- Рота ПТР (штат № 010/375)
- Зенитно-пулемётная рота (штат № 010/451)

С марта 1944 года:
- Управление бригады (штат № 010/500)
- 1-й отдельный танковый батальон (штат № 010/501)
- 2-й отдельный танковый батальон (штат № 010/501)
- 3-й отдельный танковый батальон (штат № 010/501)
- Моторизованный батальон автоматчиков (штат № 010/502)
- Зенитно-пулемётная рота (штат № 010/503)
- Рота управления (штат № 010/504)
- Рота технического обеспечения (штат № 010/505)
- Медико-санитарный взвод (штат № 010/506)

## В составе
| Подчинение     | Подчинение                           | Подчинение                     | Подчинение           | Подчинение |
| Дата           | Фронт (военный округ)                | Армия                          | Корпус               | Примечания |
| -------------- | ------------------------------------ | ------------------------------ | -------------------- | ---------- |
| 1.11.1941 года | Московский военный округ             | -                              | -                    | -          |
| 1.12.1941 года | Западный фронт                       | -                              | -                    | -          |
| 1.01.1942 года | Западный фронт                       | 20-я армия                     | -                    | -          |
| 1.02.1942 года | Западный фронт                       | 20-я армия                     | -                    | -          |
| 1.03.1942 года | Московский военный округ             | -                              | -                    | -          |
| 1.04.1942 года | Московский военный округ             | -                              | -                    | -          |
| 1.05.1942 года | Московский военный округ             | -                              | -                    | -          |
| 1.06.1942 года | Западный фронт                       | -                              | 8-й танковый корпус  | -          |
| 1.07.1942 года | Западный фронт                       | -                              | 8-й танковый корпус  | -          |
| 1.08.1942 года | Западный фронт                       | -                              | 8-й танковый корпус  | -          |
| 1.09.1942 года | Западный фронт                       | 20-я армия                     | 8-й танковый корпус  | -          |
| 1.10.1942 года | Западный фронт                       | 5-я армия                      | -                    | -          |
| 1.11.1942 года | Западный фронт                       | 20-я армия                     | -                    | -          |
| 1.12.1942 года | Западный фронт                       | 20-я армия                     | -                    | -          |
| 1.01.1943 года | Московский военный округ             | -                              | -                    | -          |
| 1.02.1943 года | Московский военный округ             | -                              | -                    | -          |
| 1.03.1943 года | Московский военный округ             | -                              | 29-й танковый корпус | -          |
| 1.04.1943 года | Резерв Верховного Главнокомандования | 5-я гвардейская танковая армия | 29-й танковый корпус | -          |
| 1.05.1943 года | Степной военный округ                | 5-я гвардейская танковая армия | 29-й танковый корпус | -          |
| 1.06.1943 года | Степной военный округ                | 5-я гвардейская танковая армия | 29-й танковый корпус | -          |
| 1.07.1943 года | Степной военный округ                | 5-я гвардейская танковая армия | 29-й танковый корпус | -          |
| 1.08.1943 года | Воронежский фронт                    | 5-я гвардейская танковая армия | 29-й танковый корпус | -          |
| 1.09.1943 года | Степной военный округ                | 5-я гвардейская танковая армия | 29-й танковый корпус | -          |
| 1.10.1943 года | Резерв Верховного Главнокомандования | 5-я гвардейская танковая армия | 29-й танковый корпус | -          |
| 1.11.1943 года | 2-й Украинский фронт                 | 5-я гвардейская танковая армия | 29-й танковый корпус | -          |
| 1.12.1943 года | 2-й Украинский фронт                 | 5-я гвардейская танковая армия | 29-й танковый корпус | -          |
| 1.01.1944 года | 2-й Украинский фронт                 | 5-я гвардейская танковая армия | 29-й танковый корпус | -          |
| 1.02.1944 года | 2-й Украинский фронт                 | 5-я гвардейская танковая армия | 29-й танковый корпус | -          |
| 1.03.1944 года | 2-й Украинский фронт                 | 5-я гвардейская танковая армия | 29-й танковый корпус | -          |
| 1.04.1944 года | 2-й Украинский фронт                 | 5-я гвардейская танковая армия | 29-й танковый корпус | -          |
| 1.05.1944 года | 2-й Украинский фронт                 | 5-я гвардейская танковая армия | 29-й танковый корпус | -          |
| 1.06.1944 года | Резерв Верховного Главнокомандования | 5-я гвардейская танковая армия | 29-й танковый корпус | -          |
| 1.07.1944 года | 3-й Белорусский фронт                | 5-я гвардейская танковая армия | 29-й танковый корпус | -          |
| 1.08.1944 года | 3-й Белорусский фронт                | 5-я гвардейская танковая армия | 29-й танковый корпус | -          |
| 1.09.1944 года | 1-й Прибалтийский фронт              | 5-я гвардейская танковая армия | 29-й танковый корпус | -          |
| 1.10.1944 года | 1-й Прибалтийский фронт              | 5-я гвардейская танковая армия | 29-й танковый корпус | -          |
| 1.11.1944 года | 1-й Прибалтийский фронт              | 5-я гвардейская танковая армия | 29-й танковый корпус | -          |
| 1.12.1944 года | 1-й Прибалтийский фронт              | 5-я гвардейская танковая армия | 29-й танковый корпус | -          |
| 1.01.1945 года | 2-й Белорусский фронт                | 5-я гвардейская танковая армия | 29-й танковый корпус | -          |
| 1.02.1945 года | 2-й Белорусский фронт                | 5-я гвардейская танковая армия | 29-й танковый корпус | -          |
| 1.03.1945 года | 2-й Белорусский фронт                | 5-я гвардейская танковая армия | 29-й танковый корпус | -          |
| 1.04.1945 года | 2-й Белорусский фронт                | 5-я гвардейская танковая армия | 29-й танковый корпус | -          |
| 1.05.1945 года | 2-й Белорусский фронт                | 5-я гвардейская танковая армия | 29-й танковый корпус | -          |

## Командование бригады

### Командиры бригады
- Кравченко, Андрей Григорьевич (09.09.1941 — 10.01.1942), полковник;
- Григорьев, Василий Ефимович (11.01.1942 — 01.12.1942), подполковник, с 4.06.1942 полковник;
- Орлов, Василий Фёдорович (02.12.1942 — 20.01.1943), подполковник;
- Моисеев, Степан Фёдорович[9] (21.01.1943 — 08.08.1943), подполковник, с 22.05.1943 полковник;
- Новиков, Александр Антонович (09.08.1943 — 11.12.1943), полковник;
- Молчанов, Василий Степанович[10] (12.12.1943 — 04.09.1944), подполковник;
- Поколов, Александр Иванович[11] (05.09.1944 — 10.06.1945), полковник[12][13]

### Заместители командира по строевой части
- Печерский Борис Фёдорович (— 12.12.1941), майор (погиб в бою 12.12.1941);
- Титов Василий Сергеевич[14] (25.12.1941 — 02.1942), майор

### Военные комиссары бригады, с 09.10.1942 — заместители командира бригады по политической части
- Завороткин Сергей Филиппович (23.09.1941 — 07.10.1941), полковой комиссар;
- Шелег Пётр Николаевич (22.10.1941 — 09.01.1943), полковой комиссар, с 20.12.1942 полковник;
- Поволоцький Мордко Ицькович (09.01.1943 — 16.06.1943), полковник[15]

### Начальники штаба бригады
- Рабинович, Леонид Юделевич (09.09.1941 — 01.04.1942), подполковник;
- Володин, Николай Константинович (01.04.1942 — 01.09.1942), майор;
- Новиков Александр Антонович (01.09.1942 — 01.08.1943), подполковник;
- Мирошников Илья Григорьевич (01.08.1943 — 09.1943), майор;
- Гусаков Иван Матвеевич (29.09.1943 — 10.10.1943), майор;
- Панов Виниамин Михайлович (12.1943 — 05.04.1944), майор;
- Винокуров Сергей Яковлевич (05.04.1944 — 05.09.1944), майор;
- Морозов Сергей Иванович[16] (09.1944 — 15.01.1945), подполковник;
- Малявин Борис Михайлович (15.01.1945 — 10.06.1945), подполковник[17]

### Начальники политотдела, с 06.1943 он же заместитель командира по политической части
- Гетман Афанасий Георгиевич (23.09.1941 — 07.10.1941), батальонный комиссар;
- Тюрнев, Пётр Фёдорович (23.10.1941 — 10.03.1942), батальонный комиссар, с 7.01.1942 старший батальонный комиссар;
- Клочков Трофим Фёдорович (18.03.1942 — 26.10.1942), старший батальонный комиссар;
- Малёванный Михаил Иосифович (25.11.1942 — 16.06.1943), майор;
- Поволоцький Мордко Ицькович (16.06.1943 — 13.09.1945), полковник[15]

## Отличившиеся воины
| Награда | Ф. И.О                          | Должность                                                     | Звание                                              | Дата награждения                 | Примечания                                                                                                |
| ------- | ------------------------------- | ------------------------------------------------------------- | --------------------------------------------------- | -------------------------------- | --- |
|         | Бащенко, Александр Петрович     | командир взвода танков Т-34 1-го танкового батальона          | Лейтенант Бронетанковых войск Красной Армии         | 24.03.1945                       | погиб в бою 10.10.1944, похоронен на военном кладбище в селе Кретинга Клайпедского района                 |
|         | Зубов, Григорий Никитович       | механик-водитель танка Т-34 277-го танкового батальона        | Старший сержант                                     | 13.09.1944                       | погиб в бою 3.07.1944, Похоронен на центральной усадьбе совхоза «Большевик» в деревне Дубовляны           |
|         | Пегов, Григорий Иванович        | командир взвода танков Т-34 1-го танкового батальона          | Младший лейтенант Бронетанковых войск Красной Армии | 24.03.1945                       | |
|         | Пэнэжко, Григорий Иванович      | заместитель начальника штаба бригады по оперативной работе    | Капитан Бронетанковых войск Красной Армии           | 13.09.1944                       | |
|         | Рухлядьев, Александр Игнатьевич | командир роты танков Т-34 1-го танкового батальона            | Старший лейтенант Бронетанковых войск Красной Армии | 29.06.1945                       | умер от тяжёлого ранения 1.02.1945, похоронен в районе города Пасленк                                     |
|         | Кашкин, Юрий Петрович           | Радист старший пулемётчик танка Т-34 1-го танкового батальона | Старший сержант                                     | 12.09.1944 31.03.1945 24.10.1966 | 13.10.1945 повторно награждён орденом Славы III степени, 24.10.1966 перенаграждён орденом Славы I степени |

## Танкисты-асы
| Ф. И.О                     | Должность                                                  | Звание            | Победы | Типы танков | Обстоятельства подвигов                                                              |
| -------------------------- | ---------------------------------------------------------- | ----------------- | ------ | ----------- | ------------------------------------------------------------------------------------ |
| Фень, Александр Фёдорович  | заместитель командира 2-го танкового батальона             | Капитан           | 12     | Т-34        | из них 2 танка «Тигр»                                                                |
| Пэнэжко, Григорий Иванович | заместитель начальника штаба бригады по оперативной работе | Капитан           | 9      | БТ-7М, Т-34 |                                                                                      |
| Чурин, Александр Фёдорович | командир взвода танков 3-го танкового батальона            | Старший лейтенант | 6      | Т-34-76     | из них 1 танк «Тигр», 2 самоходных орудия. Заряжающий - старший сержант Ш. Г. Токман |

## Награды и почётные наименования
| Награда (наименование)                 | Дата награждения                                                            | За что получена |
| -------------------------------------- | --------------------------------------------------------------------------- | --- |
| Почётное наименование «Кировоградская» | присвоено приказом Верховного главнокомандующего № 57 от 8 января 1944 года | в ознаменование одержанной победы и отличия в боях за освобождение города Кировоград |
| Орден Красного Знамени                 | награждена указом Президиума Верховного Совета СССР от 13 февраля 1944 года | за образцовое выполнение боевых заданий командования в боях за освобождение города Звенигородка и проявленные при этом доблесть и мужество                                                                   |
| Орден Красного Знамени                 | награждена указом Президиума Верховного Совета СССР от 25 июля 1944 года    | за образцовое выполнение заданий командования в боях с немецкими захватчиками, за овладение городом Вильнюс и проявленные при этом доблесть и мужество                                                       |
| Орден Суворова II степени              | награждена указом Президиума Верховного Совета СССР от 8 апреля 1944 года   | за образцовое выполнение заданий командования при форсировании Днестра, овладении городом и важным железнодорожным узлом Бельцы, выход на государственную границу и проявленные при этом доблесть и мужество |

## Танковые колонны и именные танки
- В 23 января 1943 года, секретарём Московского городского комитета ВКП(б) Г. М. Поповым, в бригаду была передана танковая колонна «Москва» состоящая из танков Т-34[27][28].

Именные танки:
- «Комсомолец Зигель»;
- «25 лет ВЛКСМ»;
- «Молодая гвардия»;
- «Александр Матросов»